# 恰克班科拉
恰克班科拉（Chak Bankola），是印度西孟加拉邦Barddhaman县的一个城镇。总人口10318（2001年）。

## 人口
该地2001年总人口10318人，其中男性5905人，女性4413人；0—6岁人口1150人，其中男586人，女564人；识字率55.32%，其中男性为62.46%，女性为45.77%。